# 芒迪鎮區 (密歇根州)
芒迪鎮區（英語：Mundy Township）是位於美國密歇根州傑納西縣的一個特設鎮區。

## 地方資料
芒迪鎮區的面積為93.40平方千米，當中陸地面積為93.20平方千米，而水域面積為0.20平方千米。根據2020年美國人口普查的數據，當地共有人口15281人，而人口密度為每平方千米163.61人。